# Olga Savary
Olga Savary (Belém, 21 de maio de 1933 – Teresópolis, 15 de maio de 2020) foi uma escritora, poeta, contista, romancista, crítica, ensaísta, tradutora e jornalista brasileira.

## Biografia
Olga nasceu em Belém, no Pará, em 1933. Era filha única do engenheiro eletricista russo de ascendência alemã, francesa e sueca Bruno Savary e da paraense neta de indígenas Célia Nobre de Almeida. Enquanto criança, absorveu fortemente os elementos da cultura de sua terra natal, transmitidos pela família materna. Até os três anos, teve a vida dividida entre Belém e Monte Alegre, no interior do Pará, cidade de seus avós maternos. Em 1936 seu pai, por motivo de trabalho, leva a família para o Nordeste, onde fixa moradia em Fortaleza.
Em 1942, os pais de Olga se separaram e ela foi para o Rio de Janeiro onde passou a morar com um tio materno, começando a desenvolver suas habilidades literárias. Aos onze anos passa a redigir um jornalzinho, incentivada por um vizinho, para quem escrevia, sendo remunerada por isso. Sua mãe, no início, recriminava a vocação da filha, pois queria que ela se dedicasse à música, o que Olga detestava. Nesse tempo, ela começa a escrever e a guardar seus escritos em um caderninho preto, que sempre era deixado com o bibliotecário da ABI para que sua mãe não o destruísse.
Sua convivência com a mãe se torna difícil ao ponto de Olga, aos 16 anos, pensar em ir morar com o pai, desistindo por achar que ainda estaria muito perto da mãe. Contudo, aos 18 anos, Olga volta a Belém, indo morar com parentes e estudando no Colégio Moderno. Posteriormente decide voltar para o Rio, onde começa a alavancar sua carreira de escritora.
Participou do filme de 1968, 'Edu, Coração de Ouro. Correspondente de diversos periódicos no Brasil e no exterior, organizou várias antologias de poesia. Sua obra também está presente em diversas antologias brasileiras e internacionais, como a Antologia de Poesia da América Latina, editada nos Países Baixos, em 1994, com 18 poetas — inclusive dois prêmios Nobel: Pablo Neruda e Octavio Paz.
Foi poeta, como gostava de ser chamada, contista, romancista, crítica, tradutora e ensaísta. Traduziu mais de 40 obras de mestres hispano-americanos, como Borges, Cortázar, Carlos Fuentes, Lorca, Neruda, Octavio Paz, Jorge Semprún e Mário Vargas Llosa, e também os mestres japoneses do haicai - Bashô, Buson e Issa.
Foi membro do PEN Club, associação mundial de escritores, vinculada à Unesco, da Comissão de Defesa da Liberdade de Imprensa e Direitos Humanos da ABI - Associação Brasileira de Imprensa e do Instituto Brasileiro de Cultura Hispânica. Foi presidente do Sindicato de Escritores do Estado do Rio de Janeiro em 1997-1998. Foi também conhecida por ter sido a primeira mulher brasileira a lançar um livro inteiramente dedicado a poemas eróticos.
Colaborou com vários jornais e revistas do Brasil e do exterior. Teve também alguns de seus poemas musicados pelo compositor e intérprete Madan, Pedro Luiz das Neves (1961 - 2014), como "Çaiçuçáua", "Pele" e "Geminiana".

## Morte
Olga morreu em Teresópolis, 15 de maio de 2020, por causa de uma parada cardíaca, devido à COVID-19.

## Premiações
Acumulou vários dos principais prêmios nacionais de literatura, entre eles o Prêmio Jabuti de Autor Revelação, pelo livro Espelho Provisório, concedido pela Câmara Brasileira do Livro (1971), o Prêmio de Poesia, pelo livro Sumidouro, concedido pela Associação Paulista de Críticos de Arte (1977), e o Prêmio Artur de Sales de Poesia, concedido pela Academia de Letras da Bahia pelo livro Berço Esplêndido (1987).

## Livros publicados
- 1970 - Espelho Provisório (poemas)
- 1977 - Sumidouro (poemas)
- 1979 - Altaonda (poemas)
- 1982 - Magma (o 1º livro editado por uma mulher só com poemas eróticos)
- 1982 - Natureza Viva (poemas)
- 1986 - Hai-Kais (poemas)
- 1987 - Linha d'água (poemas)
- 1987 - Berço Esplendido (poemas)
- 1989 - Retratos (poemas)
- 1994 - Rudá (poemas)
- 1994 - Éden Hades (poemas)
- 1996 - Morte de Moema (poemas)
- 1996 - Anima Animalis (poemas)
- 1997 - O Olhar Dourado do Abismo (contos)
- 1998 - Repertório Selvagem (poesia reunida